# Nobelhallen
Le Nobelhallen est une patinoire de Karlskoga en Suède. Elle a été construite en 1971.
Elle accueille l'équipe de hockey sur glace du Bofors IK de l'Allsvenskan. La patinoire a une capacité de 6 300 spectateurs.